# Nobuyoshi Araki
Araki Nobuyoshi (荒木 経惟?, Araki Nobuyoshi; Tokyo, 25 maggio 1940) è un fotografo giapponese, noto principalmente per le sue opere di genere erotico.

## Biografia
Dopo aver studiato fotografia, cominciò a lavorare per l'agenzia pubblicitaria Dentsu, dove conobbe la sua futura moglie, Yoko. Dopo il matrimonio Araki pubblicò una raccolta di fotografie (Sentimental journey, 1971) scattate alla moglie durante il loro viaggio di nozze. Yoko morì nel 1990 di cancro alle ovaie, e le foto dei suoi ultimi giorni vennero pubblicate da Araki in un libro dal titolo Winter journey.
Araki è noto per i suoi reportage sull'industria del sesso giapponese. Negli anni ottanta focalizzò la sua attenzione su Kabukichō, storica zona a luci rosse di Shinjuku, un quartiere di Tokyo. Le relative foto, raccolte in Tokyo lucky hole, risalgono al biennio 1983-1985.
Ha pubblicato più di 350 libri ed è considerato uno degli artisti più prolifici di sempre. Ha lavorato anche per riviste come Playboy, Déjà-Vu ed Erotic Housewives. È stato più volte arrestato in Giappone, anche se non è mai finito in carcere, con l'accusa di oscenità; anche il direttore di un museo venne arrestato per aver esposto alcune sue foto.
La musicista Björk è una sua grande ammiratrice: è di Araki la copertina dell'album di remix Telegram. Ha inoltre posato per un intero set di fotografie, alcune contenute all'interno del libretto dell'album. Successivamente ha fotografato anche la cantante pop Lady Gaga. Nel 2005 il regista Travis Klose ha realizzato un documentario sulla sua arte dal titolo Arakimentari. I suoi lavori sono conservati in numerosi musei, fra cui la Tate e il San Francisco Museum of Modern Art.

## Mostre
- Araki, a cura di Filippo Maggia, Fondazione Bisazza, Montecchio Maggiore, Vicenza 2017[5]
- Il Kabuki dei tre samurai, a cura di Graziano Menolascina, Galleria in Arco, Torino 2015[6]